# Getting Married
Getting Married är en amerikansk TV-film från 1978 i regi av Steven Hilliard Stern. I huvudrollerna ses Richard Thomas, Bess Armstrong och Mark Harmon. 

## Handling
Michael Carboni blir huvudlöst förälskad i en nyhetspresentatör på TV. Problemet är att hon snart ska gifta sig med sin fästman, men Michael gör vad han kan för att hon istället ska bli kär i och gifta sig med honom. Han ger verkligen allt för att nå sitt mål, men hur ska det gå...

## Rollista i urval
- Richard Thomas - Michael Carboni
- Bess Armstrong - Kristine Lawrence
- Mark Harmon - Howie Lesser
- Katherine Helmond - Vera Lesser
- Van Johnson - Phil Lawrence
- Audra Lindley - Catherine Lawrence
- Fabian - Wayne Spanka
- Mark Lenard - Mr. Bloom